# NOW News
NOW News,,,, (parfois en abrégé NOW) est un site d'actualité libanais basé à Beyrouth et axé sur le Moyen-Orient. Il a été fondé fin 2012 et est publié en anglais et en arabe par M Publishing SAL. Il était connu sous l'ancien nom de NOW Lebanon. 
Le site propose des rapports, des nouvelles, des articles et des analyses sur le Liban, la diaspora libanaise et le Moyen-Orient. Le site Web propose des actualités minute par minute ainsi qu'une section spéciale et un blog en direct sur l'évolution de la situation en Syrie. 

## Contributrices et contributeurs
- Joumana Haddad, auteure et commentatrice libanaise.
- Hussein Ibish[7], membre supérieur de l'American Task Force on Palestine.
- Michael Weiss[8], ancien directeur des communications à la Henry Jackson Society.
- Tony Badran[9], chercheur à la Fondation pour la défense des démocraties.
- Michael Young, éditeur de pages d'opinion du Daily Star.